# Gerty Archimède
Pour les articles homonymes, voir Archimède (homonymie).
Gerty Archimède (Gerty, Marie, Bernadette Archimède), née le 26 avril 1909 à Morne-à-l'Eau (Guadeloupe) et morte à Basse-Terre (Guadeloupe) le 15 août 1980, est une avocate et femme politique française.
Elle fut la première femme inscrite au barreau de la Guadeloupe en 1939, devenant ainsi la première femme avocate des Antilles françaises.

## Biographie

### Famille et formation
Aînée d'une famille de cinq filles, elle est la fille de Justin Archimède, qui fut maire de Morne-à-l'Eau de 1912 à 1947, et de Marie-Adélaïde Tamarin.
Elle étudie à Morne-à-l'Eau puis à Pointe-à-Pitre, au cours Michelet puis au lycée Carnot. Après son baccalauréat, elle travaille à la banque de Guadeloupe avant de suivre une licence de droit, en Martinique puis à Paris, à la Sorbonne.

### Vie politique
En 1945, elle est élue conseillère générale sur la liste d’entente prolétarienne sociale-communiste. Jusqu'en 1965, elle représentera les cantons de Pointe-à-Pitre, Basse-Terre et Morne-à-l’eau.
En 1948, elle adhère au Parti communiste français, qui la désigne pour le représenter dans de nombreuses conférences à travers le monde. Elle préside en 1980 le 7e congrès du Parti communiste guadeloupéen.

#### À l'Assemblée nationale
Gerty Archimède est ensuite élue députée de la Guadeloupe sous la première législature de la IVe république. Membre du groupe du PCF, elle siège du 10 novembre 1946 au 17 avril 1951. Elle est ainsi, après Eugénie Éboué-Tell, qui l'avait battue lors des élections à la deuxième assemblée constituante quelques mois plus tôt - l'une des premières femmes députées de Guadeloupe.
À l'Assemblée nationale, elle est membre de la Commission de la justice et de la législation et de la Commission des territoires d'outre-mer. Elle est aussi nommée juge suppléante à la Haute cour de justice.
En 1947, elle est rapporteure pour la commission de la justice et de la législation sur le projet de loi tendant à permettre aux femmes l'accession à diverses professions d'auxiliaire de justice.
Elle dépose par ailleurs différentes propositions de résolution sur le taux du franc Antilles-Guyane, sur les mesures pour la reconstruction des quartiers incendiés de Pointe-à-Pitre (1948 et 1951), ainsi que des propositions de loi pour l'amnistie des délits politiques dans les départements d'outre-mer, pour le maintien dans les lieux des locataires ou occupants des locaux d'habitation, ou relatives à l'alignement des salaires des départements d'outre-mer sur ceux de la région parisienne.
Elle fut ensuite candidate sans succès aux élections législatives de 1951, 1956, 1958 et 1967.

#### À la mairie de Basse-Terre
En 1952, elle réintègre le barreau de la Guadeloupe, puis est élue en 1953 adjointe au maire de Basse-Terre, Élie Chaufrein, tout en continuant ses activités d’avocate, avant de le remplacer pendant un an en 1956 lorsque ce dernier est muté d'autorité proviseur du lycée d'Alençon.

#### Militante féministe
Militante féministe, elle crée en Guadeloupe une fédération de l'Union des femmes françaises (proche du PCF) pour soutenir ses efforts afin d'obtenir l'application de la sécurité sociale et du droit à la retraite pour les femmes de Guadeloupe. Elle contribue activement à la transformation de la fédération de l'UFF en Union des femmes guadeloupéennes.

### Avocate
Gerty Archimède prête serment en Guadeloupe le 18 décembre 1939.
Elle interrompt ses activités d'avocate pendant son mandat de députée, de novembre 1946 à avril 1951.
Quelques mois plus tard, de retour dans les tribunaux, elle participe à la défense des 16 de Basse-Pointe, au côté de Me Georges Gratiant et Me Marcel Manville. Ce procès, qui se déroule à Bordeaux du 9 au 13 août 1951, concerne les 16 coupeurs de canne martiniquais accusés du meurtre de leur administrateur béké Guy de Fabrique. Le verdict prononcé sera l'acquittement général.
Elle est par la suite élue bâtonnier de 1967 à 1970.

### Rencontre avec Angela Davis
En 1969, la militante américaine Angela Davis et plusieurs de ses camarades font escale en Guadeloupe, de retour d'une conférence à Cuba, afin de rejoindre Porto Rico. Des livres offerts par les Cubains à destination de Porto Rico ainsi que les passeports de certains membres de la délégation sont confisqués par la douane française. Par le biais du capitaine du bateau et de Cubains vivant en Guadeloupe, la délégation rentre alors en contact avec Gerty Archimède, qui les aide, dans les jours suivants, à négocier avec les douaniers, la police et les juges sur l'île. Dans son autobiographie, Angela Davis relate cet épisode et la décrit ainsi : 

« Maître Archimède était une grande femme à la peau sombre, aux yeux vifs et au courage indomptable. Je n’oublierai jamais notre première rencontre. J’ai senti que j’étais en présence d’une très grande dame. Pas un instant je ne doutai qu’elle allait nous sortir de notre mauvaise posture. Mais j’étais tellement impressionnée par sa personnalité, le respect qu’elle attirait à elle en tant que communiste, même de la part des colonialistes que, pendant un certain temps, notre problème me parut secondaire. Si je n’avais écouté que mes désirs, je serais restée sur l’île pour tout apprendre de cette femme. »

## Hommages

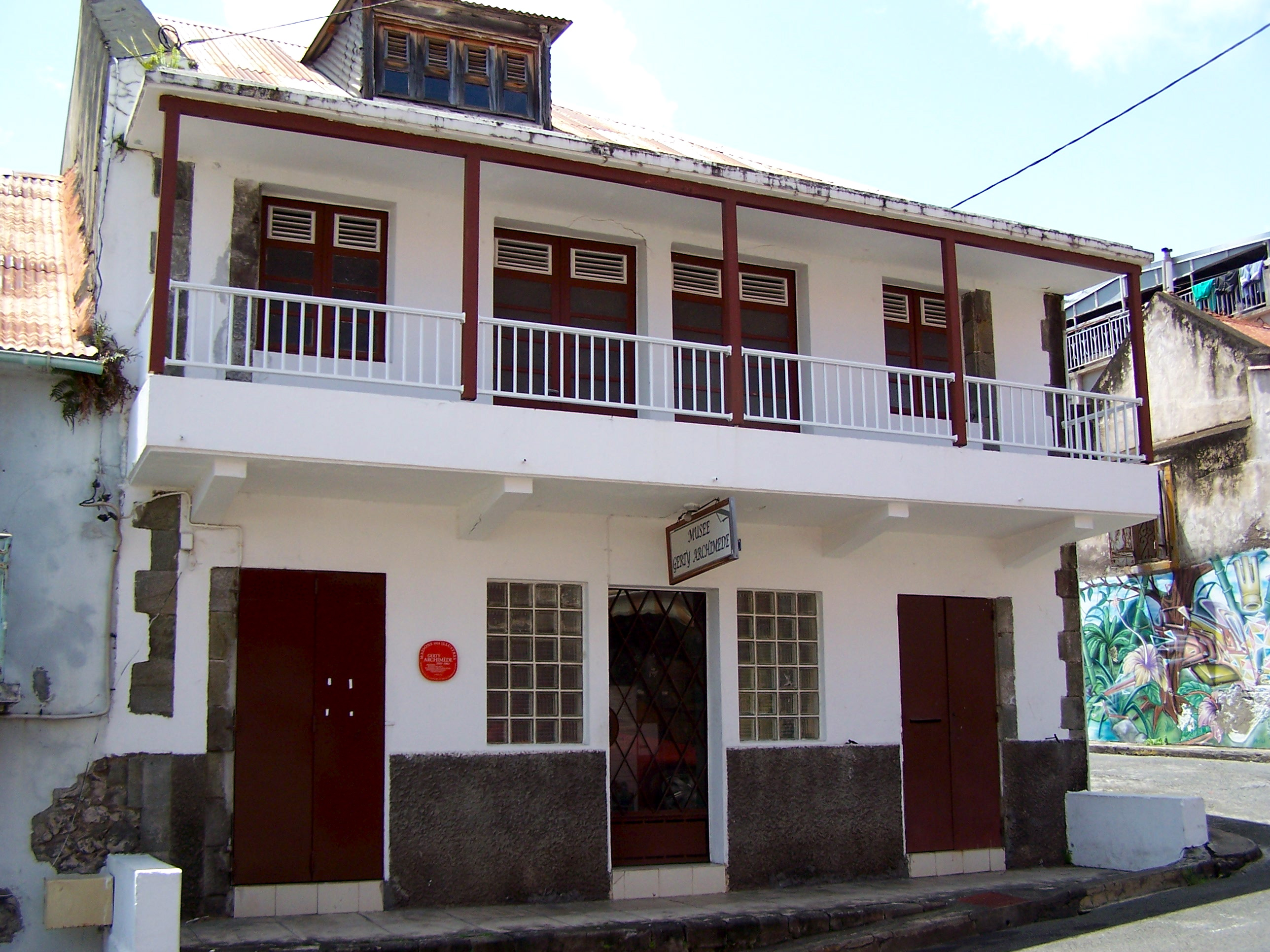
La maison-musée Gerty-Archimède, en 2013, à Basse-Terre.

- Un bronze en sa mémoire a été inauguré le 13 décembre 2002 sur le boulevard maritime de Basse-Terre[8].
- La rue Gerty-Archimède dans le 12e arrondissement de Paris porte son nom depuis 2006, à la suite d'un vœu des élus communistes parisiens[9].  Dans cette rue se trouve le groupe scolaire Gerty-Archimède.
- Le 27 janvier 2007, Ségolène Royal lui rend hommage lors de sa campagne électorale.[réf. nécessaire]
- Le musée Gerty-Archimède est installé dans son ancienne maison, 27 de la rue Maurice Marie-Claire à Basse-Terre. Il porte le label Maisons des Illustres depuis 2012[10].
- Le 14 janvier 2011, le nouvel amphithéâtre de l'université des Antilles et de la Guyane de Saint-Claude est baptisé en son nom.
- Une place porte son nom à Morne-à-l'Eau, sur laquelle est installé un buste la représentant.
- En 2019, la région Guadeloupe lui rend hommage en déclarant l'année « année Gerty Archimède ».
- En 2022, la 55e promotion d’élèves de l’Institut régional d'administration de Lyon porte son nom.
- En 2024, la 32e promotion des élèves administratrices et administrateurs territoriaux de l'Institut national des études territoriales a choisi de porter son nom[11].

## Au théâtre
Sa rencontre en Guadeloupe avec Angela Davis a inspiré à Alain Foix, son neveu, la pièce Pas de prison pour le vent (2006), mise en scène par Antoine Bourseiller.